# Torre del Reloj del Ayuntamiento de Manila
La Torre del Reloj del Ayuntamiento de Manila es un Icono de Manila y de su ayuntamiento. 
 La torre del reloj se dio a conocer en 1930, Siendo la mayor torre en su tipo en las Filipinas, la torre con forma hexagonal tiene un reloj con color rojo colocado en tres facetas. Por la noche, la torre del reloj del Ayuntamiento de Manila se mantiene iluminada por la luz. La campana de la torre del reloj se hace sonar tres veces antes de ser seguida de una melodía. Las campanas que se encuentran dentro de la torre hacen un sonido para marcar el tiempo de descanso de los empleados del Ayuntamiento de Manila. Las campanas suenan de nuevo al cierre del día hábil. Durante las fiestas de Navidad en las Filipinas, la torre del reloj está programada para tocar villancicos que se escuchan fuera de los límites del edificio del Ayuntamiento. 